# Nule
Nule – miejscowość i gmina we Włoszech, w regionie Sardynia, w prowincji Sassari.
Według danych na rok 2004 gminę zamieszkiwały 1291 osoby, 24,85 os./km². Graniczy z Benetutti, Bitti, Orune, Osidda i Pattada.